# Вилхелм фон Урах
Фридрих Вилхелм Александер Фердинанд фон Урах (на немски: Friedrich Wilhelm Alexander Ferdinand 1.Herzog von Urach, Graf von Württemberg; * 6 юли 1810, Щутгарт; † 17 юли 1869, дворец Лихтенщайн, Баден-Вюртемберг) е от 28 май 1867 г. 1. херцог на Урах, граф на Вюртемберг и офицер във вюртембергската армия.

## Биография
Той е третият син на херцог и граф Вилхелм Фридрих Филип фон Вюртемберг (1761 – 1830) и (морганатичен брак) баронеса Вилхелмина фон Тундерфелдт-Родис (1777 – 1822), дъщеря на барон Карл Август фон Тундерфелдт-Родис (1746 – 1802). Племенник е на Фридрих I фон Вюртемберг (1754 – 1816), от 1806 г. първият крал на Вюртемберг. Първи братовчед е на Вилхелм I фон Вюртемберг (1781 – 1864), вторият крал на Вюртемберг от 1816 до 1864 г.
На 1 август 1801 г. баща му се отказва от трона на Вюртемберг в полза на децата си.
На осемнадесет години Вилхелм фон Урах е хауптман в конната артилерия и става през 1835 г. майор, а през 1837 г. полковник и командант на артилерията. Той е издигнат на херцог на Урах на 28 май 1867 г. Вилхелм фон Урах се интересува от изкуството и науката, специално природните науки, история на изкуството и древността. Той прави дълги пътувания.
Той построява дворец Лихтенщайн в днешната му форма. През 1867 г. получава мозъчен удар и умира от втори удар през 1869 г. в своя дворец Лихтенщайн. Днес замъкът Лихтенщайн все още е собственост на херцозите на Урах, но е отворен за посетители.

## Фамилия
Първи брак: на 8 февруари 1841 г. в Мюнхен за принцеса Теодолинда Луиза Йожени Августа Наполеон дьо Боарне-Лойхтенберг (* 13 април 1814, Мантуа; † 1 април 1857), дъщеря на херцог Йожен дьо Боарне (1781 – 1824) и принцеса Августа-Амалия Баварска (1788 – 1851). Те имат 4 дъщери:
- Августа-Евгения Вилхелмина Мария Паулина Фридерика фон Урах (* 27 декември 1842, Щутгарт; † 11 март 1916, Швац при Инсбрук), княгиня на Урах, графиня на Вюртемберг, омъжена I. на 4 октомври 1865 г. в замък Лихтенщайн за граф Парцивал Рудолф фон Енценберг цум Фрайен-Йохелстурн (* 25 август 1835, Инсбрук; † 1 януари 1874, Швац), II. на 16 юни 1877 г. в Инсбрук за граф Франц фон Тун-Хоенщайн (* 27 юли 1826; † 30 юли 1888, Швац, Тирол)
- Мария Йозефина Фридерика Евгения Вилхелмина Теодолинда фон Урах (* 10 октомври 1844, Щутгарт; † 13 януари 1864, Монако), княгиня на Урах, графиня на Вюртемберг
- Евгения Амелия Августа Вилхелмина Теодолинда фон Урах (* 13 септември 1848, Щутгарт; † 26 ноември 1867, Щутгарт), княгиня на Урах, графиня на Вюртемберг
- Матилда Августа Паулина Вилхелмина Теодолинда фон Урах (* 14 януари 1854, Щутгарт; † 13 юли 1907, Бад Мьодерс, Австрия), княгиня на Урах, графиня на Вюртемберг, омъжена на 2 февруари 1874 г. в Монако за принц Дон Паоло Джузепе Анджело Алтиери ди Виано (* 17 ноември 1849, Рим; † 4 януари 1901, Рим)

Втори брак: на 16 януари 1863 г. в Монако за принцеса Флорестина Габриела Антоанета от Монако (* 2 октомври 1833, Фонтене о Роз; † 24 април 1897, Щутгарт), дъщеря на княз Флорестан I Рожер от Монако (1785 – 1856) и Мария Каролина Жибер де Ламец (1793 – 1879). Те имат двама сина:
- Вилхелм Карл Флорестан Геро Крезентиус фон Урах (* 3 март 1864, Монако; † 24 март 1928, Рапало, Италия), 2. херцог на Урах и граф на Вюртемберг, генерал на кавалерията, женен I. на 4 юли 1892 г. в Тегернзе за херцогиня Амалия Баварска (* 24 декември 1865, Мюнхен; † 26 май 1912, Щутгарт), II. а 25 ноември 1924 г. в Мюнхен за принцеса Вилтруд Мария Алика Баварска (* 10 ноември 1884, Мюнхен; † 28 март 1975, Оберстдорф), дъщеря на баварския крал Лудвиг III Баварски (1845 – 1921)
- Карл Йозеф Вилхелм Флорестан Геро Кресценциус фон Урах (* 15 февруари 1865, Улм; † 5 декември 1925, Щутгарт), княз на Урах, граф на Вюртемберг, неженен